# Hamutál

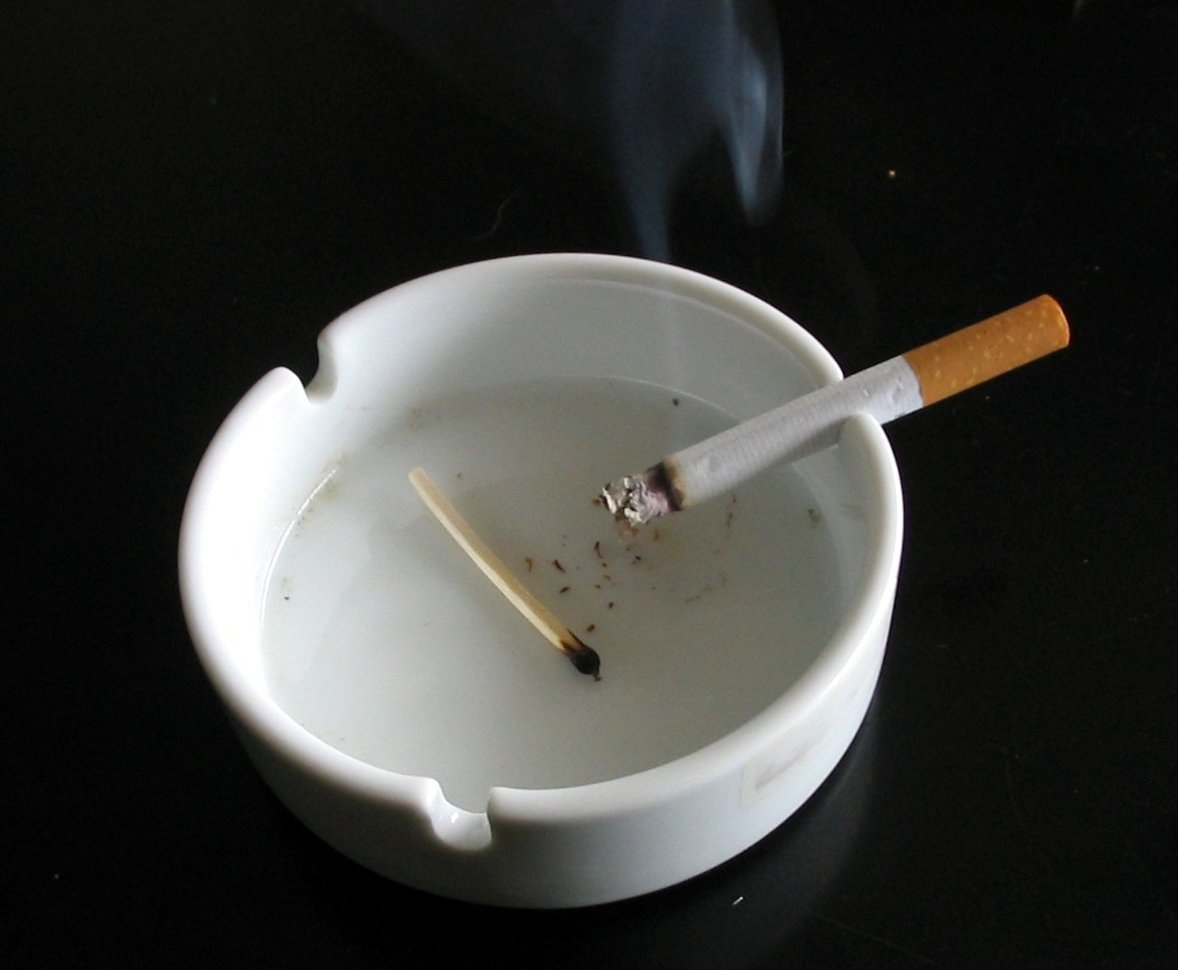
Hamutál füstölgő cigarettával

A hamutál vagy hamutartó egy tárgy, mely cigaretta vagy más dohánytermék fogyasztása során keletkező hamu, valamint a csikk, illetve egyéb keletkező hulladék tárolását szolgálja. A hamutálak leggyakrabban üvegből, porcelánból, fémből, vagy rendkívül hőálló műanyagból készülnek.
A hamutálak leginkább megszokott formája a kör, vagy négyzetalak, az edény oldalain általában a cigaretta megtartására alkalmas bevágásokkal. Spanyolországban a hamutál alján víz is található, aminek köszönhetően az elnyomott cigaretta azonnal elalszik, ezáltal csökken a tűzveszély, és a hamutálban maradt elnyomott csikkek további füstölgésének is kisebb esélye van.
Hamutálakkal találkozhatunk gyakorlatilag mindenhol, ahol a dohányzás valószínű, illetve engedélyzett; például kávézókban, kocsmákban, de buszmegállókban, autókban, sőt az utcákon többnyire a köztéri szemétgyűjtők is rendelkeznek hamutartó résszel.